# Дуенко, Василий Григорьевич
Василий Григорьевич Дуенко (1921, Самохино, Царицынская губерния — 21 августа 1944, Румыния) — старший лейтенант Рабоче-крестьянской Красной Армии, участник Великой Отечественной войны, Герой Советского Союза (1945).

## Биография
Василий Дуенко родился в 1921 году на хуторе Самохино (ныне — село в Октябрьском районе Волгоградской области). После окончания средней школы работал учителем. В 1941 году Дуенко был призван на службу в Рабоче-крестьянскую Красную Армию. В 1942 году окончил Махачкалинское военное пехотное училище. С апреля того же года — на фронтах Великой Отечественной войны. К августу 1944 года старший лейтенант Василий Дуенко командовал ротой 645-го стрелкового полка 202-й стрелковой дивизии 27-й армии 2-го Украинского фронта. Отличился во время освобождения Румынии.
20 августа 1944 года во время боя на подступах к населённому пункту Ербинечи к северо-западу от Ясс Дуенко лично уничтожил пулемётный расчёт противника, после чего поднял своих бойцов с штыковую атаку. 21 августа рота захватила высоту около Ербинечи и отбила пять немецких контратак. Во время последней из них Дуенко получил тяжёлое ранение и был захвачен в плен, где был зверски убит — облит бензином и сожжён. Похоронен неподалёку от Ербинечи.
Указом Президиума Верховного Совета СССР от 24 марта 1945 года старший лейтенант Василий Дуенко посмертно был удостоен высокого звания Героя Советского Союза. Также был награждён орденами Ленина и Красного Знамени, медалью.